# Alicia Girón García
Alicia Girón García (Madrid, 1938-23 de febrero de 2020) fue una historiadora y bibliotecaria española, conocida por ser la primera mujer en dirigir la Biblioteca Nacional de España (1990-1992).

## Trayectoria
Girón era licenciada en Historia. En 1969, entró a formar parte del cuerpo de Facultativos de Archivos y Bibliotecas del Estado. Entre 1979 y 1983 fue directora de la Red de Bibliotecas Populares de Madrid. En 1983, fue nombrada subdirectora General de Bibliotecas del Ministerio de Cultura. Dos años después, en 1985, volvió a su puesto como directora de la Red de Bibliotecas Populares de Madrid. En 1987, se convirtió en directora del departamento de Proceso Bibliográfico de la Biblioteca Nacional.
El 24 de mayo de 1990, Girón se convirtió en la primera directora de la Biblioteca Nacional de España, posición que ocupó hasta el 9 de enero de 1992. Sustituyó en el cargo a Juan Pablo Fusi. Meses después, fue nombrada directora de la Hemeroteca Nacional de España. También fue vicepresidenta de la Federación española de asociaciones de archiveros, bibliotecarios, arqueólogos, museólogos y documentalistas (ANABAD) y miembro del Grupo de Trabajo de Información y Documentación de la Comisión Nacional de España de la Unesco, además de presidenta de la Asociación de Amigos de la Biblioteca de Alejandría.
De 1995 a 2008 Girón fue la directora de la Biblioteca de la Universidad de Las Palmas de Gran Canaria, donde llevó a cabo proyectos como el portal Jable, archivo de prensa digital de Canarias y el portal mdC Memoria Digital de Canarias. Fue la promotora de la ley que obliga a la existencia de un servicio de biblioteca en todas las poblaciones españolas de más de 5000 habitantes (artículo 26.b de la Ley de Bases del Régimen Local de 1985).
Además de su labor profesional, colaboró como autora y coautora en diversas publicaciones profesionales, artículos en revistas, monografías, libros y obras colectivas entre 1976 y 2015.
Se jubiló en septiembre de 2008, momento en el que ejercía como directora de la biblioteca universitaria de Las Palmas de Gran Canaria.

## Reconocimientos
El 20 de octubre de 2021, coincidiendo con el Día Internacional de las Bibliotecas, la Biblioteca de la Universidad de Las Palmas de Gran Canaria organizó una serie de actividades en homenaje a Alicia Girón García, por su labor como directora de 1995 a 2008 y por ser la primera mujer en dirigir la Biblioteca Nacional de España.